# Geitastrand
Geitastrand is een plaats in de Noorse gemeente Orkland in de provincie Trøndelag. Tot 1965 was het een zelfstandige gemeente in de toenmalige provincie Sør-Trøndelag. De gemeente ontstond in 1905 als afsplitsing van de gemeente Børsa. In 1965 werd Geitastrand samengevoegd met Orkanger, Orkland en Orkdal waarbij de gemeente koos voor de naam Orkdal. Orkdal fuseerde in 2020 met Agdenes en Meldal tot de huidige gemeente Orkland.
De parochiekerk van Geitastrand dateert uit 1859. Het gebouw is een beschermd monument.